# Parafia św. Wojciecha w Czerwieńsku
Parafia św. Wojciecha w Czerwieńsku – rzymskokatolicka parafia w mieście Czerwieńsk, należąca do dekanatu Zielona Góra – Ducha Świętego diecezji zielonogórsko-gorzowskiej, metropolii szczecińsko-kamieńskiej w Polsce, erygowana w 1946. Mieści się przy ulicy ks. Ludwika Muchy.

## Proboszczowie
- ks. Ignacy Zoń (1945–1953)
- ks. Ludwik Mucha (1953–1957)
- ks. Felicjan Szklany (1960–1974)
- ks. Henryk Nowik (1974–1992)
- ks. Zbigniew Stanek (1992–1996)
- ks. Zygmunt Lisiecki (1996–2006)
- ks. Paweł Konieczny (2006–2014)
- ks. Marek Kidoń (2014–2020)
- ks. kan. dr Dariusz Orłowski (od 2020)